# れんげ草の恋
「れんげ草の恋」（れんげそうのこい）は、1981年10月21日にリリースされた岩崎宏美の26枚目のシングル。

## 概要
「恋待草」「すみれ色の涙」に続く ″草花シリーズ″ 第3弾。
岩崎のシングルでは作詞・竜真知子、作曲・水谷公生が揃って初起用された。

## 収録曲
- 両楽曲共に、編曲：萩田光雄

1. れんげ草の恋（4分3秒）
作詞：竜真知子／作曲：水谷公生
2. 悲しみのほとり（3分56秒）
作詞：喜多条忠／作曲：坂田晃一